# Adam Berenz
Adam Berenz, ungarisch Adam Berenc (* 19. September 1898 in Apatin, Königreich Ungarn, Österreich-Ungarn; † 21. Oktober 1968 in Kalocsa, Ungarn) war ein römisch-katholischer Geistlicher, Journalist und Widerstandsaktivist in der Batschka während der Zeit des Nationalsozialismus.

## Leben

### Geistliche Laufbahn
Adam Berenz' Vater Adam war Korbflechter. Die Volksschule besuchte Berenz in Apatin bei Direktorlehrer Josef Kleiner. Das Gymnasium absolvierte er bei Jesuitenbrüdern in Kalocsa, und zwischen 1918 und 1921 sein Theologiestudium am Erzbischöflichen Lyzeum ebenda.
Berenz wirkte vorübergehend als Kaplan in Bačka Palanka (deutsch Plankenburg) und Mladenovo (deutsch Bukin). Im September 1922 zog er als Administrator nach Nova Gajdobra (deutsch Wekerledorf ). Später war er als Kaplan in Kupusina, Stanišić (deutsch Donauwachenheim oder Stanischitsch)  und Apatin tätig. 1932 wirkte er als Kaplan in Kljajićevo (deutsch Kernei), dann wieder in Apatin, wo er gleichzeitig Vikar der Herz-Jesu-Kirche war. Hier war er zuständig für die Seelsorge, Exerzitien für die Präparandenanstalt in Vrbas (deutsch Werbass), Vorträge bei den Einkehrtagen für katholische deutsche Mädchen in Bačka Palanka, Apatin und Bácsalmás (deutsch: Heimerskirchen), sowie weltanschauliche Aufklärungsvorträge in Čonoplja (deutsch Tschonopel). Für ein Jahr war er Präses des Katholischen Fischervereins in Apatin.
Berenz hielt Festpredigten unter anderem bei den Ansiedlungsfeiern von Deutschen in Čonoplja, Srpski Miletić (deutsch Berauersheim) und Ratkovo (deutsch Parabutsch). Über mehrere Jahre hielt er auch die Festpredigten bei den Wallfahrten in Doroslovo. 1933 wurde Berenz zum Kaplan an der Hauptkirche in Apatin und zum Pfarrvikar der Herz-Jesu-Kirche in Apatin ernannt. Er leitete das Vikariat bis zum 1. Mai 1944. Danach übernahm er als Administrator die Hauptpfarrei Apatins.

### Widerstand gegen das NS-Regime
Im Königreich Jugoslawien, und hier vor allem in der westlichen Batschka, löste die Propagierung der „neuen deutschen Weltanschauung“ durch die nationalsozialistisch orientierten Erneuerer (auch Erneuerungsbewegung) eine starke katholische Gegenbewegung unter den Jugoslawiendeutschen aus. Ihr theologisch-politischer Wortführer war der Widerstandsaktivist Adam Berenz, der in seiner Wochenzeitung „Die Donau“ seit 1935 die nationalsozialistische Ideologie bis März 1944 bekämpfte. Berenz warnte bereits 1942 vor einer bevorstehenden Ausweisung und kollektiven Vertreibung der Donauschwaben. Die Zeitung, in der die Widerstandsbewegung dokumentiert ist, war ein „Sprachrohr der Nazi-Gegner“ und wurde 1944 auf Betreiben des Deutschen Reichs von den ungarischen Besatzungsbehörden, denen die Batschka zwischen 1941 und 1944 unterstand, verboten. Die letzte Auflage vor der Einstellung des Blattes lag bei 6100 Exemplaren.
Auf seine Haustüre wurde mit Ölfarbe das Wort „Volksverräter“ gepinselt. Die Hauswand des Pfarrhofes war mit Hakenkreuzen und spöttischen Karikaturen zerkratzt. Das Organ der Erneuerer, „Die Wespe“, betitelte Berenz in ihrer Ausgabe vom 21. Februar 1937 wegen seiner Körperfülle „van Dick“. Bereits in der ersten Ausgabe des Blattes wurde Berenz scharf angegriffen. Nachdem Ungarn am 16. März 1944 vom deutschen Militär besetzt worden war, wurde Berenz am 22. Mai 1944 um 21:30 Uhr von der Gestapo als verantwortlicher Redakteur der „Donau“ festgenommen. Er wurde nach Sombor gebracht und in eine Gefängniszelle gesperrt. Von hier aus wurde er eine Woche später in das Gestapo-Gefängnis in Szeged überführt. Nach seiner Verurteilung als „Widerstandskämpfer gegen den Nationalsozialismus“ wurde er im Konzentrationslager Bačka Topola inhaftiert. Der Erzbischof des Erzbistums Kalocsa-Kecskemét, József Grősz, sprach für Berenz beim ungarischen Innenminister vor und erhielt die Erlaubnis, Berenz aus dem Lager zu entlassen und ihn nach Kalocsa zu bringen. Am 23. Mai brachte Grősz Berenz mit einem Auto nach Kalocsa.
Nach dem Ende des Zweiten Weltkrieges in Jugoslawien protestierte Berenz gegen die „Kollektivschuld der Donauschwaben“, aufgrund welcher große Teile der deutschstämmigen Bevölkerung im Land enteignet und vertrieben wurden. 1957 wurde Adam Berenz zum Prediger in der Kathedrale von Kalocsa ernannt. Er trat dem Franziskanerorden bei. Berenz starb einsam am 21. Oktober 1968 und wurde in einer Krypta in Kalocsa beigesetzt.

### Zitat
Über die Gründung der „Donau“ schrieb Adam Berenz:

„Als nach der Machtergreifung der Nationalsozialisten im Deutschen Reich die neuheidnische Weltanschauung zuerst im geheimen (besonders in Ferienlagern), später durch die sogenannte ‚Erneuerungsbewegung‘ durch ihr Kampfblatt ‚Volksruf‘ offen beim Schwabenvolk propagiert wurde, zeigte sich immer deutlicher die dringende Notwendigkeit, daß ein – wenn noch so bescheidenes – Presseorgan gegründet werde, das, die spezielle Mentalität der Deutschen in der Batschka und im Banat berücksichtigend, besonders seine weltanschaulichen Belange wahrnehme. So entstand das katholische Wochenblatt ‚Die Donau‘ Es folgte eine fast zehn Jahre dauernde weltanschauliche Aufklärung des Deutschtums in der Batschka und im Banat und ein erbitterter, kompromißloser Kampf zwischen den Vertretern des nationalsozialistischen Neuheidentums und den Vertretern des katholischen Lagers. Diesem Kampf setzte die ungarische Stojay-Regierung im April 1944 durch ein Erscheinungsverbot für die ‚Donau‘ ein jähes Ende.
Die ‚Donau‘ verlor während der ganzen Kampfperiode niemals die unbedingte Treue zum angestammten Volkstume, zur Muttersprache, und hatte die Anteilnahme an der deutschen Kulturarbeit vor Augen. Nur der lebt im Geiste der Ahnen, nur der bringt ihrem Andenken Ehre, nur der sichert dem hiesigen Deutschtum ein friedliches Leben in jenem Raum, den unsere Ahnen geschaffen haben, der unser hiesiges Deutschtum nicht nur deutsch, sondern auch durch und durch katholisch und treu zu Heimat und Vaterland erzieht und erhalten will.“

## Bürgerverein „Adam Berenz“
Der deutsche Verein „Adam Berenz“ Apatin repräsentiert die deutsche Minderheit in der Gemeinde Apatin und versteht sich als Bewahrer Berenz' Nachlasses. Das Pfarrhaus, das zum Kulturzentrum umfunktioniert wurde, birgt auch dessen persönliche Gegenstände, Bücher und Jahrgänge der Zeitschrift „Donau“. Der Verein verfügt über ein eigenes Gebäude, das die katholische Kirche dem Verein zur Verfügung stellt, sowie über eine große Bibliothek mit einem großen Bestand an Kirchenbüchern.